# Terroranschlag am 3. April 2017 in Sankt Petersburg

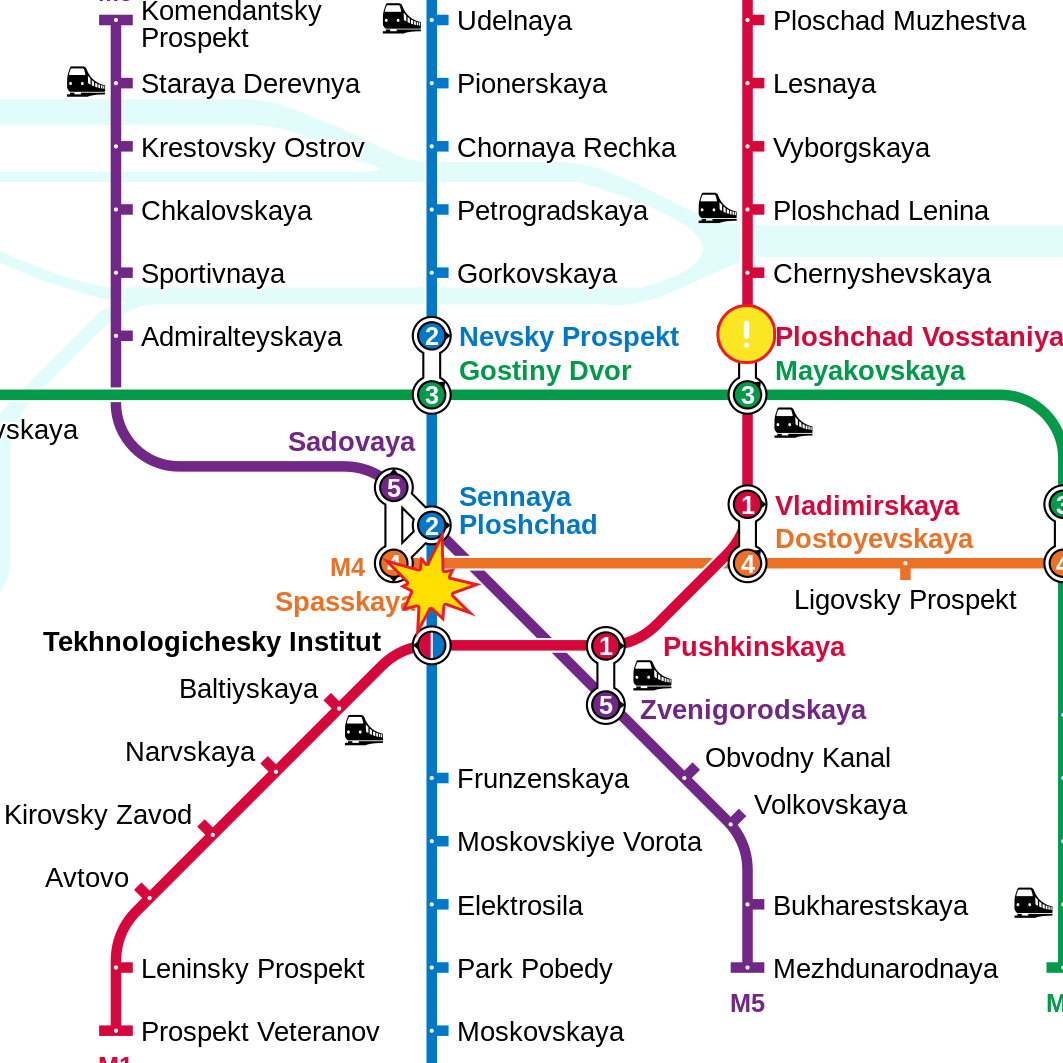
Lage der Explosion

Beim Terroranschlag am 3. April 2017 in Sankt Petersburg tötete ein Selbstmordattentäter 14 Menschen und verletzte 51 Menschen. Mit dem Tod einer zuvor schwer verletzten Frau am 21. April 2017 wuchs die Zahl der Todesopfer auf insgesamt 16.

## Tathergang
Der 22-jährige russische Staatsbürger Akbarschon Akramschanowitsch Dschalilow (Акбаржон Акрамжанович Джалилов) platzierte zunächst eine Bombe in der Station Ploschtschad Wosstanija. Sie wurde rechtzeitig entschärft.
Gegen 14:30 Uhr Ortszeit zündete er als Selbstmordattentäter eine weitere Bombe in einem Zug der Linie 2 der Metro Sankt Petersburg zwischen den Stationen Sennaja Ploschtschad und Technologitscheski Institut. Der Triebfahrzeugführer fuhr den Zug danach noch in die Station Technologitscheski Institut, was die Evakuierung erleichterte. Der Täter starb; seine Leiche wurde durch einen Gentest identifiziert.

## Reaktionen

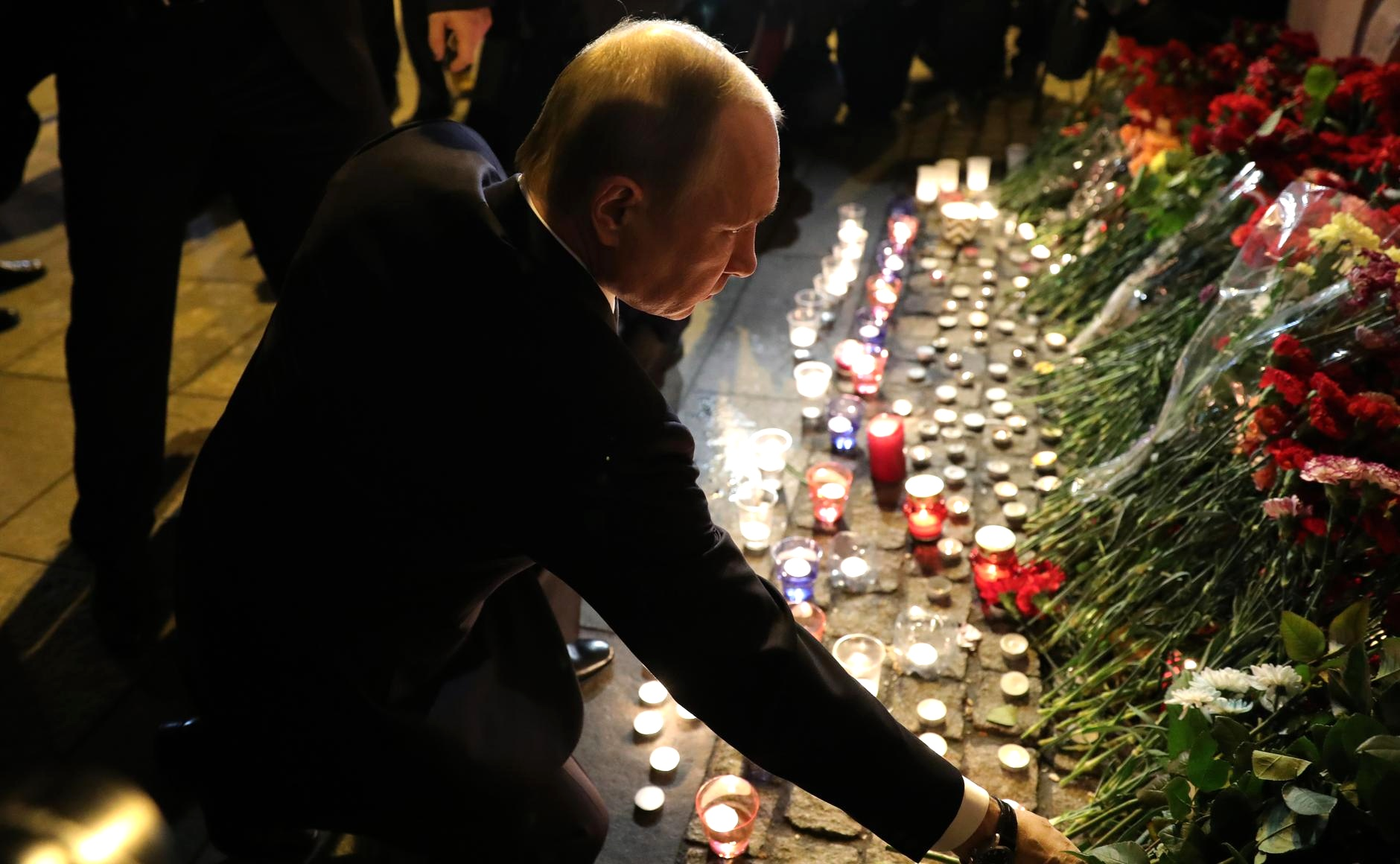
Staatspräsident Wladimir Putin am Abend des Anschlags

Die Stadtverwaltung von Sankt Petersburg rief eine dreitägige Trauer aus. Der Metro-Betreiber erklärte, die Sicherheitsvorkehrungen zu verstärken. Alle Zugänge zu den U-Bahnen würden zusätzlich bewacht und Busse sowie Straßenbahnen stärker überprüft.
Das Brandenburger Tor wurde im Gegensatz zu vorhergehenden Anschlägen nicht angeleuchtet – schon vor dem Anschlag war zu diesem Thema ein Leitfaden ausgearbeitet worden. Lokale und bundesweite Medien thematisierten diesen Sachverhalt. Zwischen dem Bezirk Mitte, in dem das Brandenburger Tor steht, und dem Petrogradski rajon in Sankt Petersburg besteht eine Städtepartnerschaft, doch über die Beleuchtung entscheidet die Landesregierung.
Der Berliner Kultursenator Klaus Lederer (Linkspartei) forderte daraufhin, die Beleuchtung als Reaktion auf Anschläge generell einzustellen und nur noch ein letztes Mal für Sankt Petersburg durchzuführen.

## Ermittlungen
Wochen nach dem Anschlag bekannte sich das Imam-Schamil-Bataillon zu der Aktion.
Am 16. April 2017 gab der russische Geheimdienst FSB bekannt, dass ein 27-jähriger Mann aus Zentralasien als Organisator des Anschlags festgenommen worden sei. Er soll den Attentäter ausgebildet haben.
Am 11. Mai 2017 wurden drei Verdächtige wegen Verwicklung in einen Terrorakt und illegalen Sprengstoffeinsatzes angeklagt. Gegen sieben weitere Personen wurden zu dem Zeitpunkt Anklagen vorbereitet. Alle sollen aus ehemaligen zentralasiatischen Sowjetrepubliken stammen.
Am 10. Dezember 2019 verkündete das Bezirksmilitärgericht in Sankt Petersburg sein Urteil, wonach Abror Akimov, einer der mutmaßlichen Hauptattentäter des Anschlags, zur lebenslanger Haftstrafe verurteilt wurde. 10 weitere Mittäter bekamen Freiheitsstrafen von 19 bis 28 Jahren.